# Han Seung-yeon
Han Seung-yeon (한승연, sinh ngày 24 tháng 7 năm 1988) là một nữ ca sĩ người Hàn Quốc. Cô được biết đến là thành viên của nhóm nhạc nữ Hàn Quốc Kara.

## Đĩa đơn
- "Nolleowa" - Nassun (Feat. Han Seungyeon) (2009)
- "Gijeok" - Han Seungyeon (Soundtrack for Welcome to my House) (2009)
- "Dugeunduguen Tomorrow" - 4 Tomorrow (Feat. Han Seungyeon) (2009)

## TV
- MBC - Game MSL Break
- KMTV - Boys and Girls Music Guide
- MBC EVERY 1 - Family Needed
- MBC - Section TV

## Phim ca nhạc
- Break It (2007)
- If U Wanna (2007)
- Rock U (2008)
- Goodday Season 2 (2008)
- Pretty Girl (2008)
- Honey (2009)
- Same Heart (2009)
- Wanna (2009)
- Lupin (2010)
- We're With You (2010)
- Go Go Summer - Japanese edition (2011)

## Phim truyền hình
- Jang Ok Jung, Live In Love (2013)
- Age of Youth (2016)
- Age of Youth 2 (2017)
- About Time (2018)
- 12 Nights (2018)